# Canal+ (opérateur de télévision)
Pour les articles homonymes, voir Canal.
Ne doit pas être confondu avec Canal+, Canal+ France ou Groupe Canal+.
Les offres Canal+, initialement Canalsatellite,  Canalsat puis offres Canal, désigne un opérateur et éditeur de télévision par satellite et télévision IP français appartenant au groupe Canal+ appartenant au groupe Vivendi, lui-même contrôlé par le groupe Bolloré. Le bouquet Canalsatellite est lancé le 14 novembre 1992 au format analogique Sécam puis il adopte la norme numérique, le 27 avril 1996.
Durant l'année 2006, Canalsat absorbe son concurrent direct TPS appartenant aux groupes TF1, M6 et Orange puis les deux offres fusionnent sous le titre « Nouveau Canalsat ». À partir de 2007, Canalsat est détenu à 100 % par le Groupe Canal+ et il exploite pour sa retransmission, les satellites luxembourgeois Astra, à 19,2 degrés Est. Le Groupe Canal+ contrôle également la chaîne Canal+ France, bénéficiant de la fusion TPS / Canalsat intervenue en 2008.
Cette fusion est toutefois remise en question en 2011 par l'autorité de la concurrence mais son autorisation est confirmée en décembre 2012, par le Conseil d'État. Le 15 novembre 2016 pour accompagner une nouvelle stratégie commerciale, Canalsat devient « Canal » et fusionne avec l'offre « Les Chaînes Canal+ ».

## Histoire

### Canalsatellite analogique
La société Canal+ et Europe 1 Communication lancent le premier « bouquet » satellitaire français en analogique, le 14 novembre 1992 à l'occasion de l'année des Jeux olympiques d'hiver d'Albertville et le baptisent « Le câble par satellite ». Ce lancement intervient après l'échec du bouquet gratuit/payant franco-allemand des satellites TDF 1 et TDF 2 lancé entre 1989 et 1992 (dans lequel Canal+ en 16/9 côtoie alors La Sept - future Arte, Euromusique - future MCM, Antenne 2, « France Supervision » - future Mezzo, plusieurs chaînes de télévision allemandes, ainsi qu'en projet, la chaîne sportive européenne - TV Sport et Canal Jeunesse - future Canal J). Ce bouquet est exploité sur les satellites Télécom 2A et 2B avec la nouvelle norme D2 Mac Paquet pour ses chaînes cinéma, norme de transition entre le SECAM et le numérique DVB, qui s'impose dès 1994. Les chaînes sont alors reçues grâce à l'utilisation d'un décodeur Syster de Canal+.
Le bouquet en 1992 est composé des chaînes éditées par les deux coactionnaires du bouquet : Ellipse Câble, filiale de Canal+ et Europe 1 Communication :
- En canal partagé comme sur le câble
  - Canal J : chaîne jeunesse (Europe 1 Communication)
  - Canal Jimmy : chaîne générationnelle consacrée aux années 1960 et 1970 (Ellipse Câble)
  - CinéCinéfil : chaîne du cinéma consacrée aux classiques du cinéma des années 1930 à 1960 (Ellipse Câble)
  - CinéCinémas : chaîne du cinéma récent (Ellipse Câble)
  - MCM : chaîne musicale (Europe 1 Communication)
  - Planète Câble : chaîne documentaire (Ellipse Câble)
  - TV Sport puis Eurosport : chaîne sportive (Ellipse Câble)

Lors de son lancement, le bouquet, sans les chaînes de cinémas, coûte 105 FRF, contre 155 FRF avec les chaînes de cinémas. Plus tard, le bouquet sans les chaînes de cinémas coûte 136 FRF, contre 186 FRF avec les chaînes de cinémas.
puis sont arrivées :
- Paris Première (Lyonnaise des eaux) en 1993
- LCI : première chaîne d'information française en continu (Groupe TF1) en 1995
- Monte-Carlo TMC : chaîne généraliste monégasque à vocation familiale (Ellipse Câble) en 1995
- La Chaîne météo : La chaîne spécialement pour la météo en 1995

Canalsatellite propose un bouquet enrichi en numérique sur le satellite Astra dès le 27 avril 1996 en parallèle avec le bouquet analogique qui est définitivement abandonné le 30 septembre 1998.
- Festival :
- France Supervision :
- La Cinquième :
- France 3 Sat :

### Canalsatellite numérique
Le 27 avril 1996 marque le vrai démarrage commercial de Canalsatellite : l'analogique cède sa place au numérique et le bouquet comporte alors davantage de chaînes, toujours présentes :
- Canal J, chaîne jeunesse du Groupe M6
- Canal Jimmy, chaîne consacrée aux séries
- Ciné Cinémas, devenue Ciné+ Premier, la chaîne du grand cinéma
- Ciné Cinéfil, devenue Ciné+ Classic, chaîne du cinéma classique
- Eurosport, chaîne de sport en tous genres du groupe TF1 codétenue à l'époque avec Canal+
- LCI, première chaîne d'information française en continu du groupe TF1
- MCM, chaîne musicale éditée par le Groupe M6
- Monte Carlo TMC, chaîne généraliste monégasque contrôlée à l'époque par Multithématiques. (Groupe TF1)
- Muzzik (qui fusionne avec Mezzo en 2001), chaîne de musique classique et de jazz éditée par Lagardère Active
- Paris Première, chaîne généraliste contrôlée par la Lyonnaise des eaux acquise en 2004 par le groupe M6
- Planète, chaîne de documentaires. (Planète+ depuis 2011)
- Canal 38, destinée à diffuser des petites annonces grand public dans un programme nommé CTV.

### Période de forte concurrence

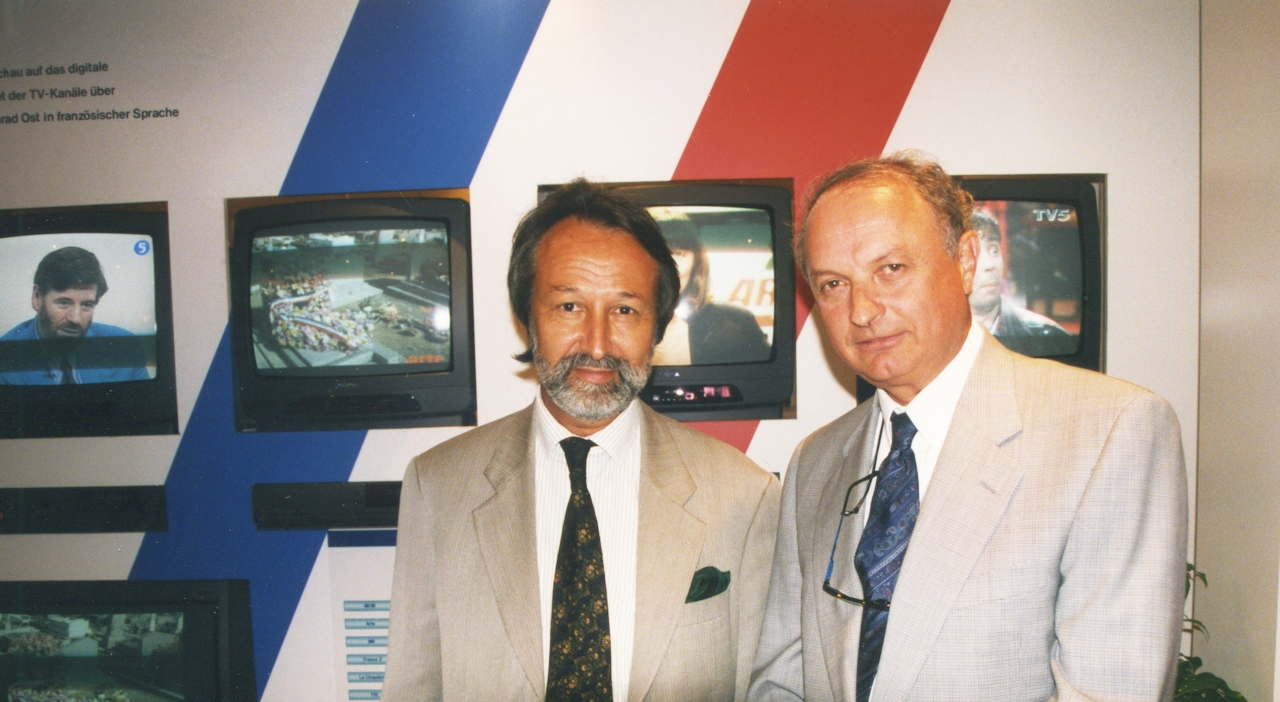
Jérôme Clément président de la chaîne Arte et du nouveau bouquet francophone gratuit par satellite à droite et le président de l'opérateur Eutelsat, en juin 1995.

Préfigurant le futur concurrent de Canalsatellite et à l'initiative d'Alain Juppé en juin 1995, au tout début de son mandat de Premier ministre, un bouquet de chaînes françaises gratuites numériques par satellite est constitué. L'opérateur Eutelsat et le service public français sous la direction de Jérôme Clément, président de la chaîne franco-allemande Arte voit rapidement se conforter avec l'arrivée du géant TF1. Ce bouquet numérique "gratuit" comprend alors les chaînes TF1, France 2, France 3, La Cinquième, Arte, Canal France International, la chaîne musicale MCM Euromusique, TV5 Monde et des chaînes étrangères comme celles de la SSR (Suisse) et la RTBF (Belgique). Stratégiquement, cette annonce permet de freiner l'avancée du groupe Canal+ comme acteur majeur de la télévision payante en France et en Europe. Quelques semaines plus tard, M6 rejoindra aussi le groupement. Privée des chaînes nationales TF1 et M6, le bouquet Canalsatellite subira durant les années 1996 à 2004, l'exclusivité donnée à son concurrent TPS. Le choix d'exploiter un satellite différent de celui du groupe Canal+ (SES Astra) et l'incompatibilité entre leurs décodeurs respectifs, va également permettre à chacun des acteurs du secteur de verrouiller leur marché. La bataille s'engage donc dès le 16 décembre 1996, quand par Patrick Le Lay, P.D.G. de TF1 au JT de 20h de Claire Chazal annonce en direct sur TF1, le lancement de Télévision Par Satellite (TPS). TPS est détenu par tous les concurrents majeurs du groupe Canal+ :
- Groupe TF1,
- Groupe M6,
- France Télécom
- France Télévisions
- Le Groupe CLT (M6)
- Lyonnaise des eaux (câblo-opérateur)

Son objectif est de concurrencer le leader du secteur de la télévision payante en France, le Canal+ et son bouquet satellitaire Canalsat, lancé en 1992. La diffusion exploite les satellites Hot Bird d'Eutelsat.
En plus du puissant consortium TPS, Canalsatellite voit aussi débarquer un acteur inattendu et bien plus modeste : AB Groupe. Après avoir inauguré en avril 1995, la première diffusion numérique par satellite d'un mini bouquet payant français, plusieurs semaines avant Canal+, le bouquet AB Sat est créé par des personnalités de l'audiovisuel parmi lesquelles outre Claude Berda (Président du groupe AB), Christian Dutoit (ex-dirigeant de TF1, de la production sur Antenne 2, fondateur de plusieurs chaînes comme La Cinq, LCI et I>Télévision) ou encore Ghislain Achard (ex dirigeant du groupe France Télévisions). La société AB Sat fait alors office de « petit poucet » face au géant Canal+ et à son concurrent direct TPS. Astucieusement, si le bouquet AB dispose de son propre décodeur-récepteur, il s'invite de fait chez ses deux concurrents car les chaînes AB sont distribuées dans le basique ou en option payante dans Canalsatellite et TPS. En 1999, le groupe AB revoit sa stratégie en abandonnant officiellement la commercialisation de ses propres décodeurs sur la France. Mais la stratégie commerciale d'AB est agressive, en particulier sur les tarifs d'abonnement (une cinquantaine de chaînes à partir de 49 francs par mois soit 7,5 euros) dès 1996. De plus, la première chaîne cryptée réservée aux adultes (XXL) à être conventionnée par le CSA est proposée par AB.
La concurrence farouche que se livrent les trois acteurs durant des années permet au consommateur de bénéficier de tarifs compétitifs et d'un large choix de chaînes. Entre 1995 et 2005, les chaînes thématiques payantes se multiplient chez les trois opérateurs français. L'arrivée de la télévision numérique terrestre en 2005, bouleverse considérablement ce secteur.

#### Fusion avec l’opérateur concurrent TPS
Le 4 janvier 2007 a lieu la fusion effective entre une partie du groupe Canal+, dénommé « Canal+ France » (et pas seulement la filiale Canalsat) avec TPS (Groupe TF1/Groupe M6; ces deux diffuseurs devenant actionnaires minoritaires de la dite société, respectivement à hauteur de 9,9 % et 5,1 %), ce qui débouche sur un bouquet satellite dominant en France, en plus de l'offre d'Orange TV et celles d'AB Groupe, Bis tv et AB Sat.
La nouvelle entité Canal+ France vise à consolider les millions d'abonnés acquis depuis décembre 1996, conquérir de nouveaux abonnés et acquérir certaines exclusivités sportives et cinématographiques en renforçant le pouvoir de négociation face aux ayants droit (Sociétés de production de cinéma françaises et internationales et les ligues de football). Pour compenser le déficit créé, Canalsat entend privilégier la commercialisation des chaînes Canal+ et la VOD (vidéo à la demande). Les cinéphiles doivent donc s'abonner à l'offre « Premium » et acheter des films à la séance pour satisfaire leur passion. Toutefois, dès l'annonce de la fusion, plusieurs observateurs soulignent les risques de dérives de cette stratégie.
Selon l'opérateur Canalsatellite, les synergies réalisées par le nouveau groupe permettent de réaliser de nombreuses économies d'échelle et réduit les coûts de revient, notamment grâce à :
- La suppression d’une quinzaine de chaînes (Plus de quinze chaînes thématiques et sept chaînes cinéma) mais partiellement limitée par l'obligation d'une double diffusion en HD.
- Un plus fort pouvoir de négociation avec les chaînes indépendantes, les éditeurs français ou étrangers comme AB Sat, NextRadio, Bolloré, Warner/TCM, Viacom/MTV, NRJ, etc. et les majors américaines du cinéma (Universal, Paramount Pictures…) dont l'objectif vise à aligner les tarifs à ceux pratiqués aux autres opérateurs européens.
- La réduction du financement des productions cinématographiques (dans les limites du respect de la réglementation).
- Des économies en termes de campagne de promotion et de publicité.

On note qu'un plan social touche les deux opérateurs TPS et Canalsat dès 2007. Au total, près de 1 000 postes sont supprimés, sous forme de départs volontaires subventionnés (administration, production, chaînes disparues, centre d'accueil téléphonique, services techniques, services commerciaux, etc.). Au total, 230 personnes sont touchées.
En 2007, cette fusion doit permettre au groupe Canal+, de devenir l'unique et seul acteur, du marché de la télévision à péage par satellite, en France. Dans un premier temps, avec le maintien des offres concurrentes d'AB Groupe, voire son renforcement par le soutien du groupe TF1 d'une part, ainsi que l'arrivée d'Orange et le développement de la télévision via Internet sur ce marché d'autre part, Canalsat peut invoquer la libre concurrence qui représente l'une des conditions essentielles pour l'autoriser à prendre le contrôle de TPS.
Le 20 septembre 2011, un événement sans précédent dans l'histoire de la régulation de la concurrence en France, le groupe Canal+ est contraint de remettre en question la fusion des opérateurs Canalsat et de son ex-concurrent TPS. L'Autorité de la concurrence, instance indépendante qui régit et contrôle les entreprises en France, émet la décision no 11-D-12 selon laquelle l'autorisation de fusion des deux opérateurs peut être annulée, de facto. Le motif invoqué par l'autorité concerne une bonne partie des engagements qualifiés d'essentiels et qui n'ont pas été respectés par le groupe Canal+, dont notamment :
- La mise à disposition de la concurrence, de sept chaînes (TPS Star, Cinéstar, Cinéculte, Cinétoile, Sport +, Piwi et Télétoon) dans des conditions discutables et hors délais
- La dégradation délibérée de la qualité de programmation de ces sept chaînes thématiques
- Les budgets revus à la baisse pour ces chaînes
- L'acquisition de films récents en première exclusivité de succès moindre et de rencontres sportives secondaires comme le football pour TPS Star au profit de Canal+.

L'Autorité de la concurrence souligne la méthode, la volonté qualifiée de délibérée des groupes Canal+ et Vivendi, à partir de 2006, de consolider l'offre Canalsat au détriment de l'offre concurrente en dépit de ses engagements. Lors de la fusion, les opérateurs concurrents de l'Internet et du câble (Iliad Free, Orange, Bouygues Telecom, etc.) auraient dû bénéficier de conditions favorables pour constituer et développer leur offre télévisuelle, engagement que le groupe Canal+ n'a pas respecté, selon l'Autorité de la concurrence. En conséquence de cette décision, le groupe audiovisuel est contraint de revoir totalement l'organisation de cette fusion et de trouver des compensations avec ses détracteurs et concurrents, comme notamment, la possibilité pour ces derniers, de commercialiser une sélection de certaines chaînes Canalsat / Canal+ dans leur offre. Les groupes Canal+ et Vivendi déclarent aussitôt vouloir « engager les recours qui s'imposent » au sujet de cette décision (recours devant le Conseil d'État). Ainsi, le 21 décembre 2012, le Conseil d'État rend publique sa décision concernant la fusion. Il confirme la décision de l'Autorité de la concurrence contre le recours déposé par Canal+ contestant les décisions de l'autorité de régulation. La décision de l'Autorité de la concurrence de septembre 2011 est confirmée : retrait de l'autorisation de fusion des deux opérateurs TPS et Canalsat. De plus, l'amende prononcée en 2011 à l'encontre de Canal+, passe de 30 à 27 millions d'euros.

#### Fusion des offres Canalsat et «Les chaines Canal+»
Fin 2015, Vincent Bolloré a fait part de son souhait de fusionner CanalSat et Les chaînes Canal+ en « CANAL ». CanalSat prend le nom CANAL le 15 novembre 2016, accompagné de nouvelles offres thématiques unifiées.
À la suite du lancement des offres fibre de SFR à la fin de 2014 comprenant l'offre TV de Numericable, Canalsat a demandé à l'Autorité de la concurrence de mettre fin à la dérogation de Numericable qui lui permet de distribuer toutes les chaînes pour les réseaux câblés
Ainsi, Canal récupère l'exclusivité totale (réseaux câblés inclus) de Eurosport le 10 août 2015 puis des chaînes Disney Junior, Disney XD et Disney Cinema le 1er janvier 2016[réf. nécessaire].
Les chaînes du Groupe Canal+ sont aussi rendues exclusives aux offres Canal le 1er juillet 2016 pour Comédie+, Planète+, Planète+ A&E et Infosport+, puis le 1er janvier 2017 pour Télétoon+, Piwi+ et Seasons.
Altice réplique alors en récupérant en décembre 2016 l'exclusivité des chaînes NBCUniversal et Discovery.
Canal se voit alors dépourvu de cinq chaînes populaires du bouquet en 2017. De nouvelles chaînes exclusives sont alors lancées : Warner TV, Polar+ et Novelas TV.
Le bouquet est renommé Canal+ le 1er août 2019, pour unifier sa marque à travers le monde (NC+ est renommé Platforma Canal+ en Pologne).
En septembre 2019, Canal+ lance son offre Ciné Séries+ incluant Netflix.
Lors du renouvellement de son contrat avec Disney, il est annoncé que Disney+ est distribué par Canal+. Le service est intégré à l'offre Ciné Séries, les chaînes Disney XD et Disney Cinema sont supprimées et Disney Channel redevient une exclusivité Canal+.
La chaîne Canal+ Family cesse sa diffusion le 30 août 2021 et est remplacée le 9 septembre par de nouvelles sections à la demande (Canal+ Docs et Canal+ Kids) et de nouvelles offres de base sont mises en place.

### Technologie: innovations, lacunes et pratiques commerciales
Depuis son lancement, la stratégie générale du groupe audiovisuel français consiste à conserver la maîtrise des décodeurs et des récepteurs et à retarder, compliquer voire rendre impossible la possibilité d'utiliser des moyens de réception alternatifs (du commerce) au lieu des appareils Canalsat en location. Précurseur en matière de technologie durant les années 1990 avec notamment le D2 Mac, la diffusion par satellite puis le numérique, Canal+ accuse certaines lacunes pour un motif économique évident; il est considérablement coûteux d'échanger plus de 5 millions de récepteurs/décodeurs Mediasat en fonction. Le second motif est d'ordre stratégique; il est essentiel pour Canalsat de conserver un intérêt financier dans la location de ses récepteurs/décodeurs et de contrôler ce parc. Ainsi en France, alors que la norme DVB le permet techniquement, les téléviseurs numériques n'intègrent pas de dispositif de réception satellite, ni de contrôle d'accès (permettant d'introduire une carte d'abonnement) compatibles avec Canalsat.
Canalsat exploite depuis 1996, la diffusion numérique par satellite à la norme DVB-S (MPEG-2). Bien que cette norme soit pleinement adaptée au format d'image large ou 16/9, les millions de récepteurs Mediasat en fonction n'y sont pas totalement compatibles. Pour les abonnés amateurs de cinéma, cette lacune devient de plus en plus pénible alors que la TNT et l'xDSL TV l'exploitent sans problème et que le parc de téléviseurs 4/3 se réduit considérablement au profit de l'équipement 16/9. Cette limitation contraint Canalsat à diffuser en parallèle depuis son lancement, les versions simultanées en 16/9 et en 4/3 de deux chaînes (Ciné Cinéma Premier et Canal+). L'offre 16/9 (non haute définition) se résume de fait alors à ces deux chaînes optionnelles et à quelques chaînes de la TNT ou étrangères gratuites, reprises dans le bouquet satellitaire. En revanche, les dizaines de chaînes de Canalsat ne sont pas proposées en 16/9, sauf en souscrivant à une option payante HD. Cette lacune ne commence à être comblée qu'à partir d'août 2009, avec le passage au format large, des chaînes cinéma du bouquet. À partir de cette date, la plupart des chaînes encore au format 4/3 adoptent progressivement le format large.
Avant août 2009, pour bénéficier d'une offre complète au format 16/9 (comprenant notamment la plupart des chaînes cinéma), l'abonné Canalsat est obligatoirement contraint de :
- s'abonner à une option HD payante spécifique
- louer un terminal de réception HD spécifique
- utiliser une carte d'abonnement spécifique (ou de demander sa mise à jour)

Le 1er juillet 2015, Canalsat passe à la norme MPEG-4 sur le satellite Astra 19.2E afin d'offrir une totalité des chaînes en HD,,,,.

#### Restrictions à l'encontre de l'offre HD et de l'enregistrement des émissions
Par ailleurs, certains clients souhaitent acheter un récepteur satellite HD au lieu de louer l'un de ceux proposés par l'opérateur mais Canalsat s'y refuse officiellement pour des motifs de lutte contre le piratage. Toutefois, cet argument vient en contradiction avec l'une de ses formules commerciales ; l'opérateur admet cette pratique avec les abonnés disposant d'une carte seule pour son offre non HD (bouquet à la définition standard ou SD) ; l'argument du risque de piratage invoqué par Canal+ devrait concerner tout autant la version SD du bouquet, laquelle concerne des millions d'abonnés. Cette pratique commerciale est dénoncée par certains abonnés, la presse spécialisée et des associations de consommateurs. Une plainte auprès de la DGCCRF est instruite et transmise à la justice afin de juger si une vente forcée ou une vente liée n'a pas été imposée par l'opérateur. Les détracteurs de Canalsat estiment qu'il s'agit en réalité d'une stratégie pour verrouiller le marché des récepteurs (en location), pour des motifs purement économiques, apparentés à un monopole de fait.
Un dispositif anti-copie ou plus précisément anti-enregistrement est exploité depuis l'été 2008 par CANALSAT. Il interdit en particulier, l'enregistrement de certaines programmes ou chaînes, notamment en numérique par DVDscope ou Numériscope (enregistreur à disque dur). Alors que l'enregistrement sans contrainte est possible depuis sa création, Canalsat souhaite limiter cette pratique (et la rendre payante), officiellement sur pression des ayants droit (l'industrie du cinéma). Ce dispositif électronique est le CGMS (Copy Generation Management System) ; il interdit alors d'enregistrer et/ou de réaliser une copie d'un enregistrement. Ce système est comparable à celui de Macrovision et permet à l'opérateur de commercialiser une option enregistrement, notamment associée et complémentaire à l'option HD. Canalsat impose également ce même dispositif anti-copie à différents opérateurs xDSL qui commercialisent les chaînes via Internet.
La mise en œuvre du verrouillage card pairing (QEV) associe obligatoirement chaque carte d'abonnement à un seul récepteur. Ce système interdit de fait, de glisser la carte dans un autre terminal ou récepteur (par exemple lors des vacances ou en déplacement dans une résidence secondaire), même si ce second appareil est loué auprès de Canalsat. Un deuxième abonnement (ou une option spécifique) et une deuxième carte sont alors requis obligatoirement.

#### Classement imposé des chaînes
Il est impossible de classer selon un ordre personnalisé, les chaînes captées par les récepteurs Canalsat, même avec les appareils les plus récents HD, y compris le Cube+. De plus, cette numérotation est propre à Canalsat et ne correspond par exemple pas à celle de la télévision numérique terrestre française. En décembre 2009, alors que BFM TV et NRJ 12 se plaignent d'être reléguées dans le fond de classement quand les chaînes du groupe Canal+ sont privilégiées en début de liste[réf. nécessaire], le Conseil supérieur de l'audiovisuel ordonne à Canalsat d'appliquer la numérotation TNT pour ces deux antennes mais Canalsat refuse de s'y plier. En juillet 2010, le Conseil d'État juge légitime la demande de BFM TV d'être intégrée dans « un emplacement justifié par des critères objectifs et homogènes », c'est-à-dire de ne plus être isolée de manière discriminatoire mais être numérotée dans une position proche de ses concurrentes directes i>Télé et LCI. Le Conseil d'État rejette néanmoins toute obligation pour Canalsat de proposer la chaîne sur le canal no 15 comme sur la TNT. Le président de BFM TV, Alain Weill, se réjouit alors de la décision qui reconnaît qu'un « groupe ne [peut] se servir de son statut de distributeur pour favoriser l'une des chaînes qu'il édite ».
En décembre 2009, après une plainte de BFM TV qui accuse le groupe Canal+ de « manipulation de mesure d'audience » en faveur d'une de ses filiales car la plupart des 5 millions de récepteurs de Canalsat s'allument automatiquement sur la chaîne i>Télé, Canalsat est sommé de mettre fin à ce dispositif sous 24 heures. Si le groupe Canal+ estime que « sa liberté commerciale » autorise une telle pratique, cette condamnation est confirmée en appel en février 2010.
Durant l'année 2010, alors que le parc de téléviseurs des abonnés en France métropolitaine évolue massivement vers le 16/9, Canalsat subit une très forte demande de remplacement des récepteurs Mediasat dont la technologie remonte à 1995, pour des terminaux avec sortie vidéo numérique HDMI et délivrant une image de meilleure qualité tant pour les chaînes diffusant en haute définition qu'à la résolution standard (SD). Fin mars 2010, pour répondre à la rupture de stock des récepteurs de nouvelle génération et promouvoir l'offre en haute définition, Canalsat contraint désormais les abonnés qui souhaitent changer d’appareil, à souscrire obligatoirement à l’option HD (minimum 7 euros supplémentaires chaque mois). Cette pratique s'apparente à une vente liée ce qui engendre alors de très nombreuses plaintes auprès de la DGCCRF et des associations de consommateurs. Face à ce tollé général, Canalsat décide rapidement, dès le 13 avril 2010, de ne plus imposer la modification d’abonnement, conjointement à la migration du décodeur.
Depuis la numérotation du 14 janvier 2020, il est possible de choisir entre une numérotation Canal+ et une numérotation TNT conforme au CSA[réf. nécessaire].

## Récepteurs et contrôle d'accès

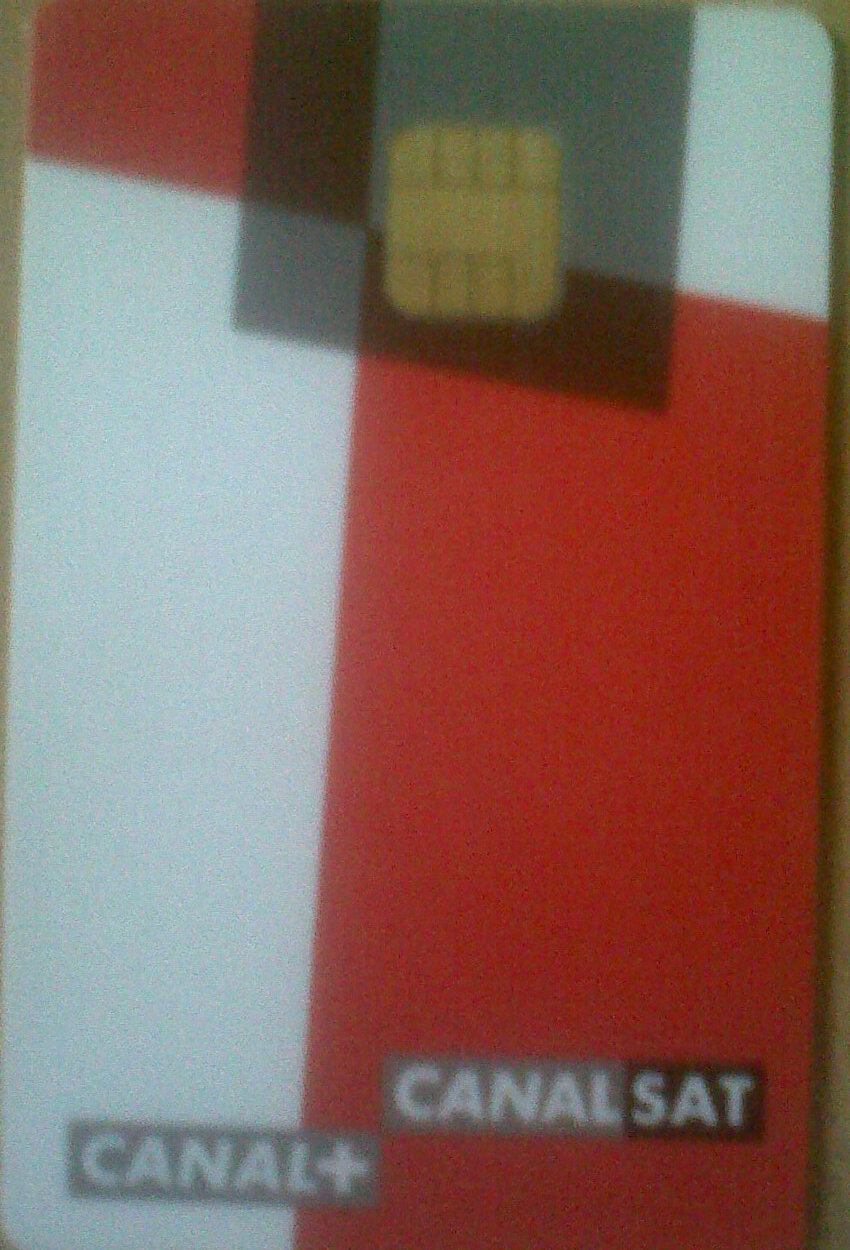
Carte à puce Canalsat/Canal+ contenant les droits d'accès actifs.

Les termes trop restrictifs décodeur TV ne suffisent pas à qualifier les dispositifs d'accès aux programmes payants de Canalsat. Ces appareils intègrent obligatoirement des circuits de réception (démodulateur) associés au dispositif de contrôle d'accès.
Étroitement lié à la commercialisation de la chaîne Canal+, le bouquet Canalsat exploite strictement depuis 1992, les mêmes technologies et dispositifs satellitaires que sa maison-mère. Chaque récepteur doit être associé à un clavier de saisie à code (formule obsolète) ou une clé à puce (système abandonné avec le passage au tout numérique en 2012) ou encore une carte à puce d'abonnement.
D'autres dispositifs permettent l'accès à tout ou partie de l'offre Canalsat mais ils sont exploités par des opérateurs concurrents (terminaux xDSL TV, câble, TNT TMP…).
Parmi ses cinq millions d'abonnés, le récepteur satellite qui arrive largement en tête du nombre des dispositifs exploités par Canalsat depuis son lancement en numérique est le Mediasat.
Les systèmes de contrôle d'accès actuellement[Quand ?] utilisés pour Canal par satellite sont :
- Mediaguard 2 ;
- Nagravision 3 ;
- Viaccess 3.0 ;
- Viaccess 4.0.

## Moteur de recherche «Eurêka»
Réutilisant la marque de la chaîne Eurêka! créée par le bouquet concurrent TPS que Canalsat rachète en 2006, l'opérateur se dote d'une nouvelle fonction à compter de septembre 2012. Le moteur de recherche Eurêka permet de choisir automatiquement pour les abonnés Canalsat reliés à Internet, une sélection quotidienne des films, événements sportifs ou émissions susceptibles de leur plaire, parmi toutes les chaînes. L'avantage pour l'abonné consiste à ne plus perdre de temps en zapping et être certain de trouver les programmes qui lui conviennent. Afin de mettre en œuvre ce service, Canalsat doit recueillir, trier et analyser, le comportement de ses abonnés durant une période de 15 jours. Cet « espionnage » à l'insu du téléspectateur s'effectue exclusivement grâce à une liaison de « retour d'information », les récepteurs satellite sans accès Internet n'étant pas « espionnables ». Les données recueillies par Canalsat lui permettent de cerner tous les types d'abonnés, leur comportement télévisuel et leurs préférences, à l'instar des moteurs de recherche sur Internet. Au-delà de l'objectif de satisfaction de sa clientèle, Canalsat enrichit ainsi au fil des semaines, une base de données pouvant intéresser également les publicitaires afin de séduire des cibles de plus en plus individualisées à l'instar de Google, Facebook ou iTunes.
Eurêka est arrêté en 2016.

## Stratégie commerciale et marketing
Face à ses concurrents, l'opérateur Canalsat est confronté à une gestion considérablement plus complexe en raison du nombre de ses abonnés, en particulier sur le plan du service commercial et du SAV (accueil téléphonique). En 2009, point particulièrement significatif de ce type de problèmes, Canalsat se voit contraint de prendre en charge au total, la gestion de onze appareils (décodeurs-récepteurs) distincts, loués par son réseau et sans évoquer les récepteurs achetés par une partie de ses abonnés. Le taux de désabonnement est d'environ 11 % par an, soit tout de même près de 700 000 abonnés (sur 6,5 millions) perdus chaque année.
Le bouquet payant exploite depuis sa naissance en 1992 :
- le Discret 11 (analogique) créé pour le lancement de Canal+, le 4 novembre 1984. Doté d'un clavier, il nécessite d'entrer manuellement chaque mois, une série de chiffres (code mensuel). Il traite également le son (monophonique) crypté. Il est rapidement abandonné à partir de 1995, en raison d'un large piratage.
- le Syster (analogique) exploite le contrôle d'accès Nagravision ainsi que le même décodage du son que le Discret 11.
- le Decsat (analogique), récepteur satellite analogique à la norme D2 Mac est commercialisé à partir de novembre 1991. Premier appareil adapté au format d'image 16/9 et compatible avec les signaux haute définition (HD Mac).
- le Mediasat, tout premier récepteur numérique commercialisé en Europe est lancé en avril 1996. Ce terminal de réception satellite (et câble) est alors fabriqué par les marques Thomson, Sagem, Philips, Nokia et Pioneer. Il est toutefois incompatible avec les émissions 16/9 (commutation automatique du format) et la TVHD.
- le Pilotime (nom de code « G2 ») lancé en octobre 2003, intègre un disque dur permettant d'enregistrer jusqu'à quarante heures de programmes. En 2005, la version évoluée de l'appareil dispose de la réception des signaux audio Dolby Digital 5.1. Mais il reste incompatible avec les signaux TVHD.
- le Mediasat+ est une déclinaison adaptée à TNT, lancé en août 2005.
- le Mediasat Max lancé à partir d'août 2006 est compatible avec les signaux TVHD. Il est également possible d'ajouter un disque dur externe pour enregistrer les émissions.
- le Dual-S, lancé à partir d'août 2007 est adapté à la fois à la réception TVHD et la TNT. On peut lui relier un disque dur externe pour enregistrer les émissions.
- le Cube Canal+. Lancé à l'occasion des 24 ans de Canal+ (4 novembre 2008). ce récepteur satellite à disque dur compatible TVHD permet de visionner des émissions en avant-première (séries, téléfilms) via un téléchargement xDSL.
- le « Nouveau Cube » reprend les mêmes caractéristiques que +Le Cube avec une fonctionnalité supplémentaire, la connexion à internet par liaison Wi-Fi.
- +Le Cube TNT, qui ne dépend pas d'une set-top-box d'un F.A.I .
- le Cube S est un décodeur TNT/Wi-Fi qui permet de recevoir les chaînes avec une connexion Wi-Fi ou via la TNT.

## Identité graphique

Ancien logo de Canalsatellite du 14 novembre 1992 au 27 avril 1996.
Ancien logo de Canalsatellite du 27 avril 1996 au 23 mai 2005.
Ancien logo de Canalsat du 23 mai 2005[42] au 16 mars 2009.
Ancien logo de Canalsat du 16 mars 2009 au 16 septembre 2011.
Ancien logo de Canalsat du 16 septembre 2011 au 15 novembre 2016.
Ancien logo de Canal du 15 novembre 2016 au 1er août 2019.
Logo actuel des offres Canal+ depuis le 1er août 2019.

La typographie des logos est stylisée en lettres capitales (d'abord « CANALSATELLITE » (1992–2005), ensuite « CANALSAT » (2005–2016), puis « CANAL » (2016-2019).

### Slogans
- Du 14 novembre 1992 au 3 octobre 1995 : Vous allez voir ce que vous voulez voir
- Du 3 octobre 1995 au 27 avril 1996 : 15 chaînes à thèmes en numérique
- Du 27 avril 1996 au 1er mars 1998 : Bienvenue sur la télé dont vous rêviez
- Du 1er mars 1998 au 23 mai 2005 : Le meilleur du numérique
- Du 23 mai 2005 au 1er juin 2006 : Ce qui vous passionne est forcément sur Canalsat
- Du 1er juin 2006 au 21 mars 2007 : 10 ans de passion déjà. (L'avenir appartient aux passionnés).
- Du 21 mars 2007 au 16 mars 2009 : L'expert de toutes vos passions
- Du 16 mars 2009 au 16 septembre 2011 : Regardez, ça vous ressemble.
- Du 16 septembre 2011 à mai 2014 : Regardons mieux.
- De mai 2014 au 15 novembre 2016 : Redécouvrez la télé.
- Depuis le 15 novembre 2016 : Une nouvelle télé, la vôtre.

## Événementsimportants[réf.nécessaire]
- Le 14 novembre 1992, le bouquet Canalsatellite est lancé sur Télécom 2A (Position orbitale : 8°Ouest) en analogique.
- Le 27 avril 1996, Canalsatellite numérique est lancé sur ASTRA 1 (Position orbitale : 19,2° Est).
- Le 5 septembre 1998, Canalsatellite abandonne définitivement la diffusion analogique sur Télécom 2 A .
- Le 23 mai 2005, Canalsatellite change de nom et devient Canalsat.
- Le 12 décembre 2005, le groupe Vivendi, actionnaire majoritaire de Canal+, annonce l'ouverture de discussions avec TPS, en vue d'un rachat par Canalsat du bouquet concurrent. La fusion est effective dans le courant 2007.
- Septembre 2006 : lancée en test dès le mois d'avril de la même année, l'offre haute définition de Canalsat est commercialisée.
- Le 4 janvier 2007, après une année de procédures et batailles juridiques, les sociétés Canalsat, Canal+ et TPS ainsi que leurs offres de chaînes se transforment en Canal+ France. Les offres et contenus des bouquets TPS & Canalsatellite s'harmonisent progressivement au cours de cette année.
- Le 21 mars 2007, Canalsatellite et TPS fusionnent officiellement pour créer le Nouveau Canalsat. À compter de cette date, l'offre TPS n'est plus commercialisée. Dès lors, alors qu'une dizaine sont amenées à disparaître, notamment pour l'offre cinéma, 14 nouvelles chaînes s'ajoutent au bouquet Canalsat, comprenant du divertissement et des séries avec TF6 et Série Club ainsi que des chaînes « jeunesse » comme Télétoon, Télétoon +1, Piwi, Boomerang, la chaîne de documentaires Ushuaïa TV et la chaîne musicale M6 Music Hits. TPS Star, chaîne premium de TPS rejoint l'offre Canalsat mais toutefois en option ou incluse dans l'abonnement le plus complet. Les chaînes de sport font également leur apparition : Infosport, Eurosport 2 et Sailing Channel. Enfin, seules CinéCinéma Star et Cinécinéma Culte restent dans le bouquet alors que toutes les autres chaînes cinéma de TPS sont supprimées.
- Le 1er octobre 2008, Canalsat entre sur le marché suisse[43] via sa filiale Canalsat Suisse permettant ainsi aux Romands de bénéficier des chaînes de Canalsat de façon légale, sans utiliser d'adresse en France pour recevoir la carte d'abonnement.
- Septembre 2011 : remise en question de la fusion Canalsatellite / TPS, par l'autorité de la concurrence.
- Le 4 avril 2012, la chaîne TPS Star qui pourtant continue sa diffusion numérique terrestre (TNT) est supprimée de l'offre Canalsat[44].
- À partir de 2012, l'offre Multi-Écran est présente pour les clients anciennement 3 étoiles et plus et ainsi remplace l'offre 5 étoiles qui permet seulement d’accéder aux avant-premières et avant-dernières mais qui existe toujours. Canalsat vise le 100 % connecté.
- Canal+ à la demande et Canalsat à la demande sont fusionnés pour devenir Canal à la demande. Après une refonte des sites internet Canal+ et Canalsat.
- Le 1er mars 2018, le Groupe Canal suspend les chaînes du Groupe TF1 à la suite des refus de payer TF1, TMC, TFX, TF1 Séries Films et LCI pour les diffuser. Elles sont rétablies le 8 mars sur TNT Sat, mais pas sur les autres offres du groupe. Toutefois, pour la soirée des Enfoirés, le signal est intégralement rétabli afin de ne pas pénaliser la cause des Restos du Cœur.

## À la une
À la une, anciennement Ce soir et À voir ce soir, est un service d'autopromotion des programmes destinés aux abonnés, lancé par Canalsat, le 30 avril 2010 et sur le canal no 17. Actuellement[Quand ?], il est sur le canal no 0 de Canal+, le canal no 46 de Freebox TV et le canal no 45 de Bbox TV. Il a pour but d'informer les abonnés sur cinq programmes aléatoires diffusés par les chaînes de Canalsat, sélectionnés par l'équipe du groupe Canal+.
En 2012, il a laissé son canal de diffusion à la Chaîne du Festival de Cannes quand il a eu lieu. Les années suivantes, le festival a été diffusé sur le canal événement.

## Les déclinaisons du bouquet Canalsat

### Liste des chaînes des offres Canal+ (France)
Afin de s'adapter aux nouveaux réseaux numériques de communication et aux attentes de certains abonnés, Canalsat se décline depuis les années 2000, en une dizaine de bouquets.
Depuis le 1er juillet 2015, toutes les chaînes sont diffusées avec l'encodage MPEG-4 et en HD sur le satellite Astra 19.2E,, sauf la plupart des chaînes étrangères en SD. L'ensemble des chaînes sont diffusées soit en HD (1920x1080i ou 1280x720p) dit Full HD, soit en HD upscale (1440x1080i) dit "fausse HD", soit en SD (576i maximum).
TNT :
Les chaînes sont diffusées uniquement en HD ou SD.
xDSL/Fibre :
La diffusion des chaînes HD varie selon les opérateurs. Certaines chaînes sont disponibles en HD+ et en UHD sur certains opérateurs Fibre. Les chaînes en HD peuvent se placer sur les numéros normaux, en cochant la case adaptée dans le menu Canal du décodeur.
OTT :
Les chaînes sont diffusées en SD, en HD et en UHD. L'UHD est disponible uniquement sur Apple TV 4K et sur certains téléviseurs Android TV de marque Sony,. Rattrapage disponible en UHD sur Smart TV.

### Viala télévision

#### Canalsat via un fournisseur d'accès à internet (FAI)
Depuis sa création en 2004, l'offre Canalsat par ADSL anciennement CanalsatDSL enrichit progressivement son offre et le nombre de ses services. À partir de 2004, le bouquet via xDSL propose un nombre de service presque équivalent à celle qu'il propose par satellite. Toutefois, pour des raisons d'accords commerciaux avec plusieurs éditeurs TV, certaines chaînes de l'offre satellitaire ne sont pas reprises par le bouquet payant en xDSL. Ainsi, Encyclopédia du groupe AB et plusieurs dizaines d'autres chaînes en clair disponibles sur le satellite Astra ne sont pas comprises. Les FAI qui commercialisent « Canalsat par ADSL » sont Alice ADSL, Bouygues Telecom, DartyBox, Free, Orange et SFR. Depuis lors, le multi-écran est disponible pour les abonnés SFR, Free. Il permet de regarder les programmes Canalsat sur deux décodeurs différents mais ne permet pas encore l'enregistrement des programmes sauf chez Free.

#### Les Chaînes Canal+
Pour des raisons règlementaires et légales, Canalsat n'a pas le droit d'intégrer l'offre des chaînes Canal+ à son bouquet. Les deux sociétés se doivent d'avoir une politique de commercialisation totalement indépendante et distincte. Ainsi, depuis son lancement en 1984, Canal+ et ses déclinaisons ont été commercialisées séparément. Entre 1990 et 2000, Canal+ Numérique (devenu Canal+ Le bouquet puis Les chaînes Canal+) représente près de 45 % des abonnements du groupe Canal+. En 2009, un nombre (non communiqué) d'abonnés ont accès uniquement à l'offre Canal+ sans être abonnés à Canalsat (ils bénéficient toutefois des centaines de chaînes gratuites « accessibles sans abonnement » que le satellite Astra diffuse, dont celles de la TNT gratuite). Cependant, contrairement à TNT Sat, la réception des chaînes gratuites de la TNT HD nécessite une souscription à l'option HD pour 7 € par mois (en 2009). Mais, à partir de la fin 2010, les abonnés Canal+ auront accès gratuitement aux chaînes de la TNT HD et de toutes les chaînes Canal+ en HD. Par contre l'option est toujours à 7 € par mois pour les abonnés Canalsat. En 2023, l'offre des chaînes Canal+ s'enrichit avec l'arrivée de Canal+ Box Office.
Le bouquet des chaînes Canal+ est constitué de :
- Canal+, la chaîne premium du groupe.
- Canal+ Sport, la déclinaison sport de la chaîne premium (depuis août 1998).
- Canal+ Sport 360, la seconde déclinaison sport de la chaîne premium (depuis août 2022 ; cette chaîne remplace Canal+ Décalé).
- Canal+ Séries, la déclinaison séries de la chaîne premium (depuis septembre 2013).
- Canal+ Cinéma(s), la déclinaison cinéma de la chaîne premium (depuis avril 1996 ; cette chaîne remplace Canal+ Cinéma)
- Canal+ Grand Écran, la déclinaison cinéma des chaînes Ciné+ (depuis février 2022).
- Canal+ Docs, la déclinaison documentaire des trois chaînes Planète+ (depuis septembre 2021).
- Canal+ Kids, la déclinaison jeunesse pour les enfants de 4 à 12 ans (depuis septembre 2021 ; cette chaine remplace Canal+ Family).
- Canal+ Foot, la déclinaison foot de la chaîne premium (depuis août 2022).
- Canal+ Box Office, la déclinaison box-office de la chaîne premium (depuis septembre 2023[49]).
- Canal+ à la demande, le service de télévision de rattrapage.

Les chaînes Canal+ appartiennent au Groupe Canal+.

#### TNT Sat
Le bouquet qui permet de recevoir la TNT gratuite par satellite.

#### Canal+ et Canalsat à l'international
Avec sa filiale Canal+ Overseas, le Groupe Canal+ est présent sur cinq continents et exploite sept positions satellitaires. Ses principaux bouquets sont : Canalsat Horizons en Afrique sub-saharienne, Canalsat Calédonie dans le Pacifique-sud, Canalsat Caraïbes dans les Caraïbes et Canalsat Réunion dans l'océan Indien. L'opérateur Canal+ Overseas est une filiale de la société Canal+ International, dont le siège est à Boulogne-Billancourt (Hauts-de-Seine). En Suisse, le groupe est présent avec Canalsat Suisse, dont le siège est à Lausanne.

### Via Internet
Les services « Canalsat à la demande » et « Canal+ à la demande » disponibles sur ordinateur exploitent le système Windows, nécessitent d'ouvrir un compte de souscription et de disposer d'une configuration comprenant notamment un certain espace disponible sur un disque dur interne. Ce service exploite le navigateur Internet Explorer dans sa version la plus récente mais n'est pas compatible avec Google Chrome par exemple. Le service permet de télécharger jusqu'à quatre programmes à la suite mais restreint la lecture à trois visionnages avant que le fichier vidéo ne puisse plus être accessible bien que sauvegardé sur le disque.

#### La plateforme myCanal
Lancé à l'automne 2008, le service « Canalsat Web TV » permet de recevoir 100 chaînes du bouquet sur un ordinateur, à partir d'une connexion internet haut débit et d'un équipement compatible. Pour les non abonnés, ce service « sans engagement » de durée est commercialisé 25 €/mois en 2009. Le service est proposé en option à 7 €/mois pour les abonnés Canalsat « 4 étoiles » et est compris dans l'abonnement Canalsat « 5 étoiles ». Un dysfonctionnement concernant le lecteur logiciel censé permettre de visionner les chaines disponibles est apparu car certains utilisateurs sont contraints d'utiliser uniquement Internet Explorer sous le système Windows mais grâce à la technologie Silverlight, la compatibilité s'étend à d'autres navigateurs et est désormais disponible pour les utilisateurs Mac.
Les abonnés à l'option multi-écran comprise dans les abonnements désormais, peuvent en profiter. Les abonnés Canal+ peuvent même contrôler le direct sur les chaînes Canal+ ainsi que les chaines Ciné+, tandis que les abonnés Canalsat ne peuvent pas encore sur toutes les autres chaines.
En 2009, Canalsat créé l'application Canal+ qui est un logiciel disponible sur l'iPhone, l'iPod touch d'Apple et Android de Google. Depuis décembre 2009, ce logiciel permet de recevoir la chaîne I-Télé ainsi que les programmes en clair de Canal+ sans supplément d'abonnement (hors coûts de connexion) via un mobile relié au réseau Internet Wi-Fi ou à un réseau mobile.
myCanal est lancé en décembre 2013 et propose des abonnements en OTT depuis septembre 2016.
L’accès aux programmes Canal+ sont disponibles avec la plateforme myCanal sur un ordinateur, iOS et Android. L'application permet de revoir les programmes à la demande.

### Anciennes déclinaisons

#### La clé Canal+
« La Clé Canal+ » est une clé USB TNT comprenant un récepteur TV numérique et un contrôle d'accès compatible avec les chaînes Canal+ HD, Canal+ Cinéma et Canal+ Sport permettant d'accéder également aux chaînes gratuites de la télévision numérique terrestre, y compris TNT HD contre un abonnement de 20 €/mois. Pour les abonnés à Canal+, ce service optionnel est commercialisé 10 €/mois.

#### Initial par Canalsat
Initial est un ex-bouquet bon marché de chaînes à péage en France. Lancé par le groupe Canal+, il est commercialisé à partir de 2009 jusqu'en décembre 2010. Cette offre payante disponible via plusieurs opérateurs Internet et le satellite comprend alors une sélection d'une vingtaine de chaînes payantes, treize chaînes diffusées en clair par satellite, plus les 18 chaînes gratuites de la TNT, pour 9,99 € par mois[réf. nécessaire]. Ce bouquet s'adresse principalement aux foyers qui ne sont pas abonnés à Canalsat mais qui disposent d'une parabole et d'un récepteur labellisé Canalready (cas typique d'une réception de TNT Sat) et qui souhaitent recevoir une sélection de chaînes, sans s'abonner à Canalsat au tarif de base. Cette offre commerciale vise également à concurrencer les offres AB-sat et Bis Télévisions. Initial par Canalsat n'est accessible par satellite, qu'à condition de disposer d'un terminal Canalready ainsi que par xDSL avec les opérateurs Alice ADSL, Bouygues Telecom, DartyBox, Free et SFR. Avec un récepteur satellite compatible (Canalready), un abonné à Canalsat peut choisir la formule d'abonnement Initial par Canalsat avec carte seule (sans récepteur loué auprès de Canalsat). Toutefois, cette migration est irréversible puisqu'un abonné de Canalsat ne peut pas accéder directement au bouquet Initial par Canalsat. Toutefois, Canalsat arrête la commercialisation de son offre « Initial » et l'accès au site Web dédié est renvoyé sur celui de l'offre TV payante historique. L'offre commerciale Initial est supprimée depuis le 10 décembre 2010, les abonnés ayant souscrit à ce forfait bénéficient jusqu’à la fin de leur contrat, de l’intégralité des chaînes de Canalsat Thématique, sans surcoût. À l’échéance de leur contrat, soit au bout de douze mois, ils sont contraints de souscrire à l’offre Canalsat « classique » au tarif en vigueur ou de se désabonner.
En parallèle, le 1er mars 2010, Canalsat lance « initial par Canalsat Suisse » via sa filiale en Suisse avec 41 chaînes thématiques.

##### Via Windows Media Center
À la suite d'un accord avec Microsoft, les chaînes I-Télé, InfoSport et les programmes en clair de Canal+ sont accessibles librement sans abonnement mais à condition d'utiliser un ordinateur sous Windows 7, doté de la plus récente à jour des logiciels Windows Media Center et d'une connexion internet haut débit.